# HDMS Havkatten (1919)
Ej att förväxla med patrullbåten HDMS Havkatten PD 552, byggd 1990

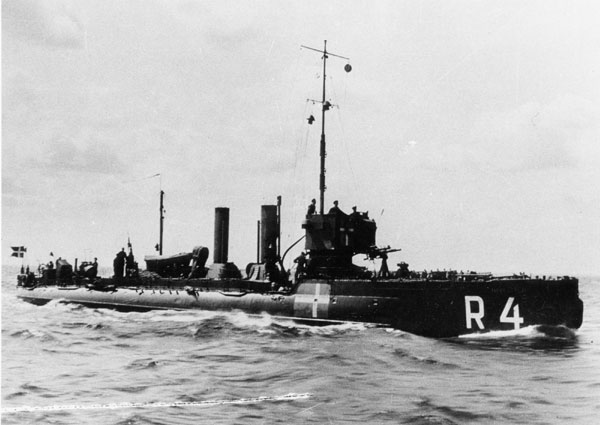
Havkatten, under dansk flagg och med neutralitetsmarkering, före augusti 1943, under andra världskriget

HDMS Havkatten var en dansk torpedbåt, som under senare delen av andra världskriget ingick i Danska flottiljen, ett danskt marinförband, som sattes upp i Karlskrona i Sverige under som en pendang till arméförbandet Danska brigaden. Basen för förbandet var ett antal danska örlogsfartyg, som flydde över till Sverige 1943.
Havkatten var en av tio byggda enheter av Springeren-klassen. Fartyget byggdes på Orlogsværftet i Köpenhamn och togs i drift i Søværnet i maj 1920. Konstruktionen var baserad på torpedbåten Ormen, som byggdes under licens vid Köpenhamnsvarvet 1907.
Fartyget hade en total längd på 38,5 meter, en bredd på 4,25 meter och ett djupgående på 2,74 meter. Det drevs av en
trippelexpansionsångmaskin, som förseddes med ånga av två pannor, och hade en högsta fart på 24,6 knop.

## Flykt av örlogsfartyg från Danmark
Den tyska ockupationsmakten i Danmark vidtog den 29 augusti 1943 åtgärder för att avväpna armén och flottans förband. Samma dag genomförde den danska marinen "Operation KNU", som innebar att de av flottans fartyg, som inte kunde fly till Sverige, skulle sänkas av den egna besättningen. 13 av flottans fartyg lyckades  - tillsammans med besättningar på sammanlagt 100 man - fly till svenskt territorium och  anlöpte Landskrona, Malmö och Trelleborg. Bland fartygen fanns Havkatten och nio patrullbåtar från den danska kustbevakningen i Öresund samt tre minröjare. Från tidigare fanns marinens motorbåt Fandango i Sverige.

## Uppsättande av Danska flottiljen
Flottiljen sattes upp den 22 september 1944 med Havkatten som flaggskepp. Den svenska regeringen hade i slutet av givit 1943 tillstånd till etablering av Danska brigaden, avsedd för insatser i Danmark. Genom brigadstabens initiativ anskaffades olika utrustning för att stärka flottiljens stridskraft och Havkatten ombeväpnades med en 40 mm luftvärnskanon.
Havkatten återvände i spetsen för Danska flottiljen till Köpenhamn i maj 1945. Hon utrangerades 1948.